# Брестово (област Ловеч)
Вижте пояснителната страница за други значения на Брестово.
Брестово̀ (Брястово̀) е село в Северна България. То се намира в община Ловеч, област Ловеч.

## География
Село Брестово се намира на 23 км от Ловеч, на 5 км от Къкрина. Разположено е в Предбалкан. Селото изобилства от гористи масиви, а почвите са много плодородни, предимно черноземни и кафяви горски, срещат се и алувиално-ливадните. Климатът е умереноконтинентален. Благоприятно е отглеждането на всякакви житни култури, тъй като в района има язовири, потоци и кладенци.
Земеделието е основният поминък в селото.

## История
При избухването на Балканската война в 1912 година един човек от Брестово е доброволец в Македоно-одринското опълчение.

## Население
Численост и дял на етническите групи според преброяването на населението през 2011 г.:
|                     | Численост | Дял (в %) |
| Общо                | 170       | 100,00    |
| Българи             | 169       | 99,41     |
| Турци               | 0         | 0,00      |
| Цигани              | 0         | 0,00      |
| Други               | 0         | 0,00      |
| Не се самоопределят | 0         | 0,00      |
| Неотговорили        | 1         | 0,58      |

## Религии
Населението е изцяло от православни християни.

## Обществени институции
Администрацията на село Брестово се намира в кметството като основните властнически функции се осъществяват от кмета. В селото има лекарски кабинет. Развит е културния живот чрез читалището, което е съхранявало българския дух и традиции от най-дълбока древност. И то събира хората на различните празници и в него се организират забави, концерти и различни дискусии.
В село Брестово има старинна църква, която съхранява християнския дух през годините.

## Редовни събития
Съборът на село Брестово е всяка година на 7 май.

## Личности
- Винчо Христов Шаталов (Страхил) – партизанин
- Дашо Лалев Дашев (Калин) – партизанин
- Николай Христов Въцов – лекар ортопед
- Мишо Цонев Топалов (Антон) – партизанин
- Стойчо Иванов Мазлев – четник в четата на Филип Тотю. Обесен в гр. Ловеч през 1868 г.

## Туризъм
Все повече хора от големите градове, опознавайки красотата и спокойствието на с. Брестово, решават да се заселят тук, закупувайки имот. Това населено място е подходящо за развитието на селски туризъм, тъй като има благоприятно разположение между два атрактивни града като Ловеч и Севлиево, в непосредствена близост е до Къкринското ханче – известен исторически обект, а също е подходящо за турсистически обиколки, тъй като е в съседство с Деветаки и Деветашката пещера.